# Супернова (фильм, 2020)
«Супернова» (англ. Supernova) — британский мелодраматический фильм 2020 года режиссёра Гарри Маккуина, он же и являлся сценаристом. В фильме снимались Колин Ферт и Стэнли Туччи. Мировая премьера Supernova состоялась на Международном кинофестивале в Сан-Себастьяне 22 сентября 2020 года, её прокат был запланирован на 5 марта 2021 года в Великобритании на StudioCanal и в США на 29 января 2021 года на Bleecker Street. В прокате в России с 11 марта 2021 года.

## Сюжет
Сэм и Таскер — гей-пара, они в отношениях уже более 20 лет, путешествуют по Англии в Озерный край, где воссоединяются с друзьями и семьей. Поскольку у Таскера диагностирована ранняя старческая деменция, пара проводит вместе как можно больше времени, прежде чем Таскер умрет.

## В ролях
- Колин Ферт (Сэм)
- Стэнли Туччи (Таскер Муллинер)
- Джеймс Дрейфус (Тим)
- Пиппа Хэйвуд (Лилли)
- Сара Вудвард (Сью)

## Производство
Съемки проходили в основном в Камбрии, графстве на северо-западе Англии на берегу Ирландского моря, и были завершены в ноябре 2019 года. Оператором выступил двукратный номинант на «Оскар» Дик Поуп.
Музыка к фильму была написана британским певцом и автором песен Китоном Хенсоном. В фильме также использованы песни «Heroes» Дэвида Боуи и «Catch The Wind» Донована. Кроме того, сам актёр Колин Ферт играет на фортепиано «Salut d’amour» Эдуарда Элгара.
Песня «Salut d’amour» в версии Джереми Янга была включена в альбом саундтреков, который был выпущен 29 января 2021 года лейблом Lakeshore Records.
Первый показ фильма состоялся 23 сентября 2020 года на Международном кинофестивале в Сан-Себастьяне. Первый трейлер был выпущен накануне.
В конце сентября — начале октября 2020 года его показали на Цюрихском кинофестивале, а затем на Лондонском кинофестивале и Festa del Cinema di Roma. Bleecker Street получила права на распространение в Северной Америке. Фильм был показан в некоторых кинотеатрах США 29 января 2021 года.

## Релиз
Мировая премьера фильма состоялась на Международном кинофестивале в Сан-Себастьяне 22 сентября 2020 года. Компанией StudioCanal в Великобритании прокат начался 5 марта 2021 года. В октябре 2020 года Bleecker Street приобрела права на распространение фильма в США. Релиз в США состоялся 29 января 2021 года.
Российский прокатчик «World Pictures» вырезал из фильма несколько минут, которые указывают на гомосексуальность главных героев — Сэма и Таскера. Цензурная версия вышла в прокат в России 11 марта 2021 года.

## Рецензии и оценки
Сайт-агрегатор обзоров Rotten Tomatoes сообщает, что 88 % из 137 отзывов критиков положительны для фильма, а средняя оценка составляет 7,6 из 10.
Оценка на Metacritic составляет 73 балла из 100 на основе 26 обзоров, содержащих «в целом положительные отзывы».
Кинофестиваль «Бок о Бок», крупнейший отечественный ЛГБТ-проект в киноиндустрии, обвинил российского прокатчика гей-драмы «Супернова» в трусости и непрофессионализме из-за вырезанных сцен.